# Improvizacijsko gledališče
Improvizacijsko gledališče (znano tudi kot impro) je oblika gledališča, pri kateri igralci delujejo spontano, brez dramskega teksta ali scenarija. V vseh oblikah improvizacije igralci razvijajo dialog in gib med potekom same predstave.

## Zgodovina
- Rimsko gledališče (4. stoletje pr.n.š)
- Commedia dell'arte (16. - 18. stoletje)
- Improvizacija v gledališču (19. stoletje)
- Moderno improvizacijsko gledališče (20. stoletje)

## Kategorije
Improvizacijsko gledališče se v Severni Ameriki in Evropi v veliki večini deli na dve kategoriji: kratki format in dolgi format. Poznamo tudi druge oblike improvizacijskega gledališča kot npr. gledališče zatiranih in drugi.

### Kratki format
Kratki format improvizacije ("short form improv" v angleščini) je ime za predstave improvizacijskega gledališča, katere so sestavljene iz več krajših, povečini nepovezanih scen. Te scene temeljijo na vnaprej določenih strukturah in idejah ter črpajo snov iz predlogov občinstva.
Kot utemeljiteljico kratkega formata se priznava Violo Spolin, ameriško gledališko pedagoginjo. Med bolj znane oblike kratkega formata štejemo gledališke športe ("Theatresports" v angleščini), ki predstavljajo osnovo za slovensko impro ligo. 

### Dolgi format
Dolgi format improvizacije ("long form improv" v angleščini) je ime za predstave improvizacijskega gledališča, katere so sestavljene iz več krajših scen, povezanih v skupno zgodbo oz. celoto.
Improvizatorji ustvarjajo predstave, katere so lahko po obliki enake ali podobne obstoječim gledališkim izrazom. Med bolj znane oblike dolgega formata štejemo predstavo Harold, katero je razvil ameriški igralec Del Close v sodelovanju z improvizatorko Charno Halpern.

### Druge oblike
Med druge oblike improvizacijskega gledališča štejemo:
- gledališče zatiranih,
- eksperimentalno improvizacijsko gledališče,
- Playback Theatre,
- revno gledališče,
- odprto gledališče

## Improvizacijsko gledališče v Sloveniji
Glavni članek: Improvizacijsko gledališče v Sloveniji
V Sloveniji tradicija improvizacijskega gledališča traja že od leta 1993, ko je Andrej Rozman - Roza z objavo v M'zinu odprl Slovensko gledališko ligo s pomočjo Gledališča Ane Monro.

## Skupnost
Velik del improvizacijskega gledališča predstavlja skupnost: tj. posamezniki, skupine, umetniški kolektivi, ki s svojo aktivnostjo podpirajo in razvijajo improvizacijsko gledališče doma in v tujini.

### Slovenija
- Impro liga - uradna stran
- ŠILA - Šolska impro liga - uradna stran
- Gledališče Ane Monro - uradna stran
- Narobov - uradna stran
- Goli oder (festival) - uradna stran
- Gverila teater - uradna stran Arhivirano 2019-11-21 na Wayback Machine.
- Gledališče IGLU - Facebook stran
- KUD Banda Ferdamana - Facebook stran

### Svet
- Unexpected Productions Seattle, ZDA
- The Brody Theater Portland, ZDA
- Die Gorillas Arhivirano 2010-01-29 na Wayback Machine. Berlin, Nemčija
- Isar148 München, Nemčija
- Gledališče Loose Moose [], Calgary, Kanada
- Theater im Bahnhof Gradec, Avstrija
- Improvvisazione Teatrale Italiana Italija
- Quicksilver Productions Antwerpen, Belgija
- Stockholms Improvisationsteater Stockholm, Švedska
- Impromptu Amsterdam, Nizozemska
- Crumbs Winnipeg, Kanada
- Rocket Sugar Factory, Avstrija